# Munizipalität Tianeti
Die Munizipalität Tianeti (georgisch თიანეთის მუნიციპალიტეტი, Tianetis munizipaliteti) ist eine Verwaltungseinheit (etwa entsprechend einem Landkreis) in der Region Mzcheta-Mtianeti im nordöstlichen Zentralteil Georgiens.

## Geographie
Verwaltungszentrum der Munizipalität ist die Minderstadt (georgisch დაბა, daba) Tianeti. Die 906,3 km² große Munizipalität grenzt im Westen und Norden an die Munizipalität Duscheti und im Südwesten an die Munizipalität Mzcheta, beide ebenfalls in der Region Mzcheta-Mtianeti, sowie im Osten an die Munizipalität Achmeta und auf einem relativ kurzen Abschnitt im Südosten an die Munizipalität Sagaredscho, beide in der Region Kachetien.
Die nordöstlich der georgischen Hauptstadt Tiflis gelegene Munizipalität umfasst das Tal des Oberlaufes des Iori und seiner Zuflüsse von der Quelle im Norden bis zum von rechten Nebenfluss Adsesi durchflossenen Erzo-Becken (georgisch ერწოს ქვაბული, Erzos kwabuli) im Süden. Umrahmt wird es von Bergkämmen: im Norden und Westen von Kartlischen Gebirge, das die Wasserscheide zum Aragwi bildet und an der Nordwestgrenze der Munizipalität mit dem Tschitscho bis auf 3076 m über dem Meeresspiegel ansteigt, im Osten vom Kachetischen Gebirge als Wasserscheide zum Alasani, das im Norden ebenfalls über 3000 m hoch ist. Im äußersten Nordosten der Munizipalität, oberhalb der Iori-Quelle erreicht beim Zusammentreffen der beiden Bergzüge unweit ihrer Abzweigung vom dort nur unwesentlich höheren Wasserscheidekamm des Großen Kaukasus ein namenloser Gipfel eine Höhe von 3276 m. In südlicher Richtung fallen beide Gebirge allmählich mit ihren Kammlagen auf abschnittsweise unter 1500 m ab. Das Kachetische Gebirge geht im äußersten Südosten nahtlos in das Gombori-Kamm über; der höchste Gipfel in diesem Bereich ist der Satibe mit 1705 m.

## Bevölkerung und Verwaltungsgliederung
Die Munizipalität hat 10.300 Einwohner (Stand: 2021). Die Einwohnerzahl sank mit 9.468 Einwohnern (2014) gegenüber der vorangegangenen Volkszählung (14.014 Einwohner 2002) um etwa ein Drittel, was dem doppelten des Landesdurchschnitts entspricht. Bereits seit den 1950er-Jahren (18.559 Einwohner 1959) hatte sich die Bevölkerungszahl kontinuierlich verringert.
Bevölkerungsentwicklung
Anmerkung: Volkszählungsdaten

Die Munizipalität wird fast ausschließlich von Georgiern bewohnt (99,4 %); 0,2 % sind Osseten und 0,15 % Russen (Stand 2014).
Die größten Ortschaften neben der Minderstadt Tianeti (2479 Einwohner) sind mit jeweils über 300 Einwohnern die Minderstadt Sioni und die Dörfer  Saqdrioni, Schebota und Tuschurebi (2014).
Die Munizipalität gliedert sich in 12 Gemeinden mit insgesamt 86 Ortschaften, davon 10 ohne ständige Einwohner. Die Gemeinden werden für die zwei Minderstädte (georgisch დაბა, daba) Tianeti und Sioni als „Territorialorgan“ bezeichnet (georgisch teritoriuli organo, ტერიტორიული ორგანო), für die Dorfgemeinden als temi, თემი:
| Gemeinde         | Anzahl Ortschaften | Einwohner (2014) |
| ---------------- | ------------------ | ---------------- |
| Achalsopeli      | 6                  | 492              |
| Artani           | 10                 | 293              |
| Chewsurtsopeli   | 3                  | 705              |
| Ghulelebi        | 11                 | 707              |
| Nakalakari       | 7                  | 678              |
| Saridseebi       | 12 1               | 683              |
| Schebota         | 5 2                | 791              |
| Simoniantchewi   | 7 2                | 909              |
| Sioni 3          | 9                  | 920              |
| Tianeti 3        | 5 2                | 2642             |
| Tschekuraantgori | 6 4                | 161              |
| Tuschurebi       | 5                  | 487              |

## Geschichte
Das Gebiet der Munizipalität entspricht weitgehend der im 11. Jahrhundert erstmals erwähnten historischen Region Erzo-Tianeti. Diese gehörte nach dem Zerfall des mittelalterlichen Königreiches Georgien im 16. Jahrhundert zum unabhängigen Königreich Kachetien, dann zum 1762 vereinigten Kartlien-Kachetien. Während der Zugehörigkeit zum Russischen Reich ab 1801 bildete es den südwestlichen Teil des Ujesds Tioneti (damalige Schreibweise) im Gouvernement Tiflis.
Nachdem der Ujesd in den Anfangsjahren der Sowjetunion weiter bestanden hatte, wurde er 1924 an den westlich benachbarten Ujesd Duscheti angeschlossen, bevor 1932 der eigenständige Rajon Tianeti etwa in den heutigen Grenzen der Munizipalität ausgegliedert wurde. Nach Erlangung der Unabhängigkeit Georgiens wurde der Rajon 1995 der neu gebildeten Region Mzcheta-Mtianeti zugeordnet und 2006 in eine Munizipalität umgebildet.

## Verkehr
Von der Hauptstadt Tiflis führt die Nationalstraße Sch30 (შ30) über einen gut 1400 m hohen Pass ins Erzo-Becken und weiter nach Tianeti. Von dort nach Westen besteht über die Sch27 (შ27), die einen gut 1300 m hohen Pass im Kartlischen Gebirge überwindet, Verbindung nach Schinwali am Aragwi und der internationalen Fernstraße S3 (zugleich Europastraße 117). Von Tianeti nach Osten quert die Sch43 (შ43) das dort etwa 1150 m hohe Kachetische Gebirge in Richtung Achmeta, weiter entlang der Nordflanke des Alasani-Beckens bis kurz vor Lagodechi. Die Nationalstraße Sch142 (შ142) folgt von der Sch30 abzweigend den Flüssen Adsesi und Iori abwärts über die südöstliche Grenze der Munizipalität, mit weiterem Anschluss in Richtung Tiflis, Telawi und Sagaredscho.
Bahnanschluss besitzt die Munizipalität nicht; die nächstgelegenen Bahnstationen befinden sich in Tiflis und der Regionshauptstadt Mzcheta.